# Superliga Brasileira de Voleibol Masculino de 2023–24 - Série A
A Superliga Brasileira de Voleibol Masculino de 2023–24 - Série A, oficialmente Superliga Bet7K de 2023–24 por questões de patrocínio, foi a 30.ª edição desta competição organizada pela Confederação Brasileira de Voleibol (CBV) através da Unidade de Competições Nacionais (UNC), que ocorreu de 11 de novembro de 2023 a 28 de abril de 2024. Ao total, 12 equipes provenientes de 3 estados brasileiros participaram desta edição.
A equipe do Sesi-Bauru conquistou o bicampeonato da Superliga Masculina ao superar o Vôlei Renata/Campinas por 3 sets a 0. O oposto Darlan Souza, maior pontuador da partida final com 22 pontos e maior pontuador do campeonato com 626 pontos, foi eleito melhor jogador da competição.

## Regulamento
A fase classificatória da competição foi disputada por doze equipes em dois turnos. Em cada turno, todos os times jogaram entre si uma única vez. Os jogos do segundo turno foram realizados na mesma ordem do primeiro, apenas com o mando de quadra invertido.
Após o fim da fase classificatória, os 8 primeiros colocados avançaram para os playoffs, definidos em quartas de final, semifinais (ambas no sistema de melhor de 3 jogos) e final (partida única). Os dois últimos colocados foram rebaixados para a Superliga Série B de 2025.
Nas quartas de final houve um cruzamento entre as equipes com os melhores índices técnicos seguindo a lógica: 1ª x 8ª (A); 2ª x 7ª(B); 3ª x 6ª(C) e 4ª x 5ª(D), sendo um mando de quadra para cada equipe e o jogo de desempate, caso necessário, no ginásio da equipe com o melhor índice técnico da fase classificatória. As semifinais foram disputadas pelas equipes vencedoras das quartas de final, seguindo a lógica: vencedora do duelo A x vencedora do duelo D; vencedora do duelo B x vencedora do duelo C, com um mando de quadra para cada equipe e o jogo de desempate, caso necessário, no ginásio da equipe com o melhor índice técnico da fase classificatória.
A terceira e a quarta colocações foram definidas pelo melhor índice técnico da fase classificatória.

### Critérios de classificação no grupo
1. Número de vitórias;
2. Pontos;
3. Razão de sets;
4. Razão de pontos;
5. Resultado da última partida entre os times empatados.

- Placar de 3–0 ou 3–1: 3 pontos para o vencedor, nenhum para o perdedor;
- Placar de 3–2: 2 pontos para o vencedor, 1 para o perdedor.

## Equipes participantes
Doze equipes participarão desta edição. São elas:
| Equipe                        | Cidade              | Ginásio                                         | Cap.  | Temporada 2022–23           | Montes Claros Minas Cruzeiro Sesi-Bauru Campinas Guarulhos APAN São José Araguari Suzano Joinville Monte CarmeloLocalização das equipes participantes da Superliga Série A de 2023–24 |
| ----------------------------- | ------------------- | ----------------------------------------------- | ----- | --------------------------- | --- |
| APAN/Roll-on                  | Blumenau            | Ginásio Galegão                                 | 3 000 | 8.º na Superliga A          | Montes Claros Minas Cruzeiro Sesi-Bauru Campinas Guarulhos APAN São José Araguari Suzano Joinville Monte CarmeloLocalização das equipes participantes da Superliga Série A de 2023–24 |
| Vedacit/Vôlei Guarulhos       | Guarulhos           | Ginásio Ponte Grande                            | 3 000 | 5.º na Superliga A          | Montes Claros Minas Cruzeiro Sesi-Bauru Campinas Guarulhos APAN São José Araguari Suzano Joinville Monte CarmeloLocalização das equipes participantes da Superliga Série A de 2023–24 |
| Itambé/Minas                  | Belo Horizonte      | Arena UniBH                                     | 3 650 | Vice-campeão da Superliga A | Montes Claros Minas Cruzeiro Sesi-Bauru Campinas Guarulhos APAN São José Araguari Suzano Joinville Monte CarmeloLocalização das equipes participantes da Superliga Série A de 2023–24 |
| Montes Claros/América Vôlei   | Montes Claros       | Ginásio Poliesportivo Presidente Tancredo Neves | 8 600 | 10.º na Superliga A         | Montes Claros Minas Cruzeiro Sesi-Bauru Campinas Guarulhos APAN São José Araguari Suzano Joinville Monte CarmeloLocalização das equipes participantes da Superliga Série A de 2023–24 |
| Sada Cruzeiro Vôlei           | Contagem            | Ginásio do Riacho                               | 2 000 | Campeão da Superliga A      | Montes Claros Minas Cruzeiro Sesi-Bauru Campinas Guarulhos APAN São José Araguari Suzano Joinville Monte CarmeloLocalização das equipes participantes da Superliga Série A de 2023–24 |
| Sesi-Bauru                    | Bauru               | Arena Paulo Skaf                                | 5 000 | 7.º na Superliga A          | Montes Claros Minas Cruzeiro Sesi-Bauru Campinas Guarulhos APAN São José Araguari Suzano Joinville Monte CarmeloLocalização das equipes participantes da Superliga Série A de 2023–24 |
| Vôlei Renata/Campinas         | Campinas            | Ginásio do Taquaral                             | 2 600 | 6.º na Superliga A          | Montes Claros Minas Cruzeiro Sesi-Bauru Campinas Guarulhos APAN São José Araguari Suzano Joinville Monte CarmeloLocalização das equipes participantes da Superliga Série A de 2023–24 |
| Farma Conde/São José          | São José dos Campos | Farma Conde Arena                               | 5 000 | 3.º na Superliga A          | Montes Claros Minas Cruzeiro Sesi-Bauru Campinas Guarulhos APAN São José Araguari Suzano Joinville Monte CarmeloLocalização das equipes participantes da Superliga Série A de 2023–24 |
| Araguari Vôlei                | Araguari            | General Mário Brum Negreiros                    | 2 200 | 9.º na Superliga A          | Montes Claros Minas Cruzeiro Sesi-Bauru Campinas Guarulhos APAN São José Araguari Suzano Joinville Monte CarmeloLocalização das equipes participantes da Superliga Série A de 2023–24 |
| Suzano Vôlei                  | Suzano              | Arena Suzano                                    | 4 000 | 4.º na Superliga A          | Montes Claros Minas Cruzeiro Sesi-Bauru Campinas Guarulhos APAN São José Araguari Suzano Joinville Monte CarmeloLocalização das equipes participantes da Superliga Série A de 2023–24 |
| Joinville Vôlei               | Joinville           | Centreventos Cau Hansen                         | 4 000 | Campeão da Superliga B      | Montes Claros Minas Cruzeiro Sesi-Bauru Campinas Guarulhos APAN São José Araguari Suzano Joinville Monte CarmeloLocalização das equipes participantes da Superliga Série A de 2023–24 |
| Azulim Gabarito/Monte Carmelo | Uberlândia          | Ginásio Poliesportivo Raul Belém                | 900   | Vice-campeão da Superliga B | Montes Claros Minas Cruzeiro Sesi-Bauru Campinas Guarulhos APAN São José Araguari Suzano Joinville Monte CarmeloLocalização das equipes participantes da Superliga Série A de 2023–24 |

## Fase classificatória
|  | Classificado para as quartas de final         |
|  | Eliminado e mantido na Superliga A de 2024–25 |
|  | Rebaixado para a Superliga B de 2025          |

### Classificação
|     |                               |     | Jogos | Jogos | Jogos | Resultados | Resultados | Resultados | Resultados | Resultados | Resultados | Sets | Sets | Sets  | Pontos | Pontos | Pontos |
| Pos | Equipe                        | Pts | T     | V     | D     | 3–0        | 3–1        | 3–2        | 2–3        | 1–3        | 0–3        | V    | P    | R     | V      | P      | R      |
| --- | ----------------------------- | --- | ----- | ----- | ----- | ---------- | ---------- | ---------- | ---------- | ---------- | ---------- | ---- | ---- | ----- | ------ | ------ | ------ |
| 1   | Sada Cruzeiro Vôlei           | 62  | 22    | 21    | 1     | 17         | 2          | 2          | 1          | 0          | 0          | 65   | 9    | 7.222 | 1793   | 1485   | 1.207  |
| 2   | Farma Conde/São José          | 50  | 22    | 18    | 4     | 7          | 7          | 4          | 0          | 2          | 2          | 56   | 27   | 2.074 | 1949   | 1754   | 1.111  |
| 3   | Sesi-Bauru                    | 44  | 22    | 14    | 8     | 10         | 4          | 0          | 2          | 1          | 5          | 47   | 28   | 1.679 | 1798   | 1679   | 1.071  |
| 4   | Vedacit/Vôlei Guarulhos       | 41  | 22    | 14    | 8     | 7          | 5          | 2          | 1          | 3          | 4          | 47   | 33   | 1.424 | 1880   | 1827   | 1.029  |
| 5   | Itambé/Minas                  | 34  | 22    | 12    | 10    | 6          | 4          | 2          | 0          | 3          | 7          | 39   | 38   | 1.026 | 1782   | 1774   | 1.005  |
| 6   | Araguari Vôlei                | 34  | 22    | 12    | 10    | 4          | 5          | 3          | 1          | 3          | 6          | 41   | 41   | 1,000 | 1843   | 1854   | 0.994  |
| 7   | Joinville Vôlei               | 34  | 22    | 11    | 11    | 7          | 3          | 1          | 2          | 4          | 5          | 41   | 38   | 1.079 | 1818   | 1757   | 1.035  |
| 8   | Vôlei Renata/Campinas         | 28  | 22    | 9     | 13    | 4          | 2          | 3          | 4          | 4          | 5          | 39   | 47   | 0.830 | 1920   | 1975   | 0.972  |
| 9   | Suzano Vôlei                  | 28  | 22    | 8     | 14    | 4          | 3          | 1          | 5          | 4          | 5          | 38   | 47   | 0.809 | 1886   | 1946   | 0.969  |
| 10  | APAN/Roll-on                  | 21  | 22    | 7     | 15    | 1          | 2          | 4          | 4          | 2          | 9          | 31   | 55   | 0.564 | 1820   | 1978   | 0.920  |
| 11  | Azulim Gabarito/Monte Carmelo | 15  | 22    | 5     | 17    | 1          | 2          | 2          | 2          | 6          | 9          | 25   | 57   | 0.439 | 1762   | 1941   | 0.908  |
| 12  | Montes Claros/América Vôlei   | 5   | 22    | 1     | 21    | 0          | 0          | 1          | 3          | 7          | 11         | 16   | 65   | 0.246 | 1674   | 1945   | 0.861  |

### Turno
- Local: Os times que estão ao lado esquerdo da tabela jogam em casa.

#### 1ª rodada
| Data   | Hora  |                       | Placar |                               | Set 1 | Set 2 | Set 3 | Set 4 | Set 5 | Total   | Relatório |
| ------ | ----- | --------------------- | ------ | ----------------------------- | ----- | ----- | ----- | ----- | ----- | ------- | --------- |
| 11 nov | 21:00 | Suzano Vôlei          | 3–2    | Vedacit/Vôlei Guarulhos       | 25–21 | 22–25 | 23–25 | 25–18 | 15–13 | 110–102 | Relatório |
| 12 nov | 18:30 | Vôlei Renata/Campinas | 3–0    | Sesi-Bauru                    | 25–20 | 25–23 | 25–19 |       |       | 75–62   | Relatório |
| 13 nov | 18:00 | Araguari Vôlei        | 0–3    | Itambé/Minas                  | 21–25 | 22–25 | 22–25 |       |       | 65–75   | Relatório |
| 13 nov | 21:00 | Farma Conde/São José  | 3–2    | Montes Claros/América Vôlei   | 25–23 | 23–25 | 25–19 | 20–25 | 15–12 | 108–104 | Relatório |
| 29 nov | 20:00 | Sada Cruzeiro Vôlei   | 3–0    | Azulim Gabarito/Monte Carmelo | 25–20 | 25–23 | 25–19 |       |       | 75–62   | Relatório |
| 9 dez  | 19:00 | Joinville Vôlei       | 3–0    | APAN/Roll-on                  | 25–20 | 27–25 | 25–16 |       |       | 77–61   | Relatório |

#### 2ª rodada
| Data   | Hora  |                               | Placar |                       | Set 1 | Set 2 | Set 3 | Set 4 | Set 5 | Total   | Relatório |
| ------ | ----- | ----------------------------- | ------ | --------------------- | ----- | ----- | ----- | ----- | ----- | ------- | --------- |
| 18 nov | 16:00 | Azulim Gabarito/Monte Carmelo | 0–3    | Vôlei Renata/Campinas | 21–25 | 20–25 | 19–25 |       |       | 60–75   | Relatório |
| 19 nov | 18:30 | Sesi-Bauru                    | 3–1    | Araguari Vôlei        | 25–20 | 22–25 | 29–27 | 25–19 |       | 101–91  | Relatório |
| 20 nov | 21:00 | Itambé/Minas                  | 3–0    | Suzano Vôlei          | 25–22 | 25–23 | 25–18 |       |       | 75–63   | Relatório |
| 17 nov | 18:30 | Vedacit/Vôlei Guarulhos       | 1–3    | Farma Conde/São José  | 25–22 | 21–25 | 23–25 | 16–25 |       | 85–97   | Relatório |
| 16 nov | 19:30 | Montes Claros/América Vôlei   | 3–2    | APAN/Roll-on          | 20–25 | 25–20 | 19–25 | 25–21 | 22–20 | 111–111 | Relatório |
| 18 nov | 18:30 | Joinville Vôlei               | 1–3    | Sada Cruzeiro Vôlei   | 20–25 | 14–25 | 25–17 | 23–25 |       | 82–92   | Relatório |

#### 3ª rodada
| Data   | Hora  |                               | Placar |                             | Set 1 | Set 2 | Set 3 | Set 4 | Set 5 | Total   | Relatório |
| ------ | ----- | ----------------------------- | ------ | --------------------------- | ----- | ----- | ----- | ----- | ----- | ------- | --------- |
| 23 nov | 19:30 | Azulim Gabarito/Monte Carmelo | 1–3    | Joinville Vôlei             | 23–25 | 15–25 | 25–22 | 16–25 |       | 79–97   | Relatório |
| 25 nov | 21:30 | Sada Cruzeiro Vôlei           | 3–0    | Montes Claros/América Vôlei | 25–15 | 25–18 | 25–19 |       |       | 75–52   | Relatório |
| 02 dez | 16:00 | APAN/Roll-on                  | 2–3    | Vedacit/Vôlei Guarulhos     | 25–22 | 25–20 | 21–25 | 21–25 | 11–15 | 103–107 | Relatório |
| 24 nov | 18:30 | Farma Conde/São José          | 3–0    | Itambé/Minas                | 25–17 | 25–23 | 25–21 |       |       | 75–61   | Relatório |
| 23 nov | 21:00 | Suzano Vôlei                  | 0–3    | Sesi-Bauru                  | 19–25 | 19–25 | 21–25 |       |       | 59–75   | Relatório |
| 23 nov | 18:30 | Araguari Vôlei                | 3–2    | Vôlei Renata/Campinas       | 25–17 | 25–17 | 20–25 | 17–25 | 15–11 | 102–95  | Relatório |

#### 4ª rodada
| Data   | Hora  |                             | Placar |                               | Set 1 | Set 2 | Set 3 | Set 4 | Set 5 | Total | Relatório |
| ------ | ----- | --------------------------- | ------ | ----------------------------- | ----- | ----- | ----- | ----- | ----- | ----- | --------- |
| 26 nov | 18:00 | Araguari Vôlei              | 0–3    | Azulim Gabarito/Monte Carmelo | 25–27 | 18–25 | 22–25 |       |       | 65–77 | Relatório |
| 27 nov | 18:30 | Vôlei Renata/Campinas       | 1–3    | Suzano Vôlei                  | 25–21 | 21–25 | 23–25 | 21–25 |       | 90–96 | Relatório |
| 29 nov | 21:00 | Sesi-Bauru                  | 0–3    | Farma Conde/São José          | 18–25 | 21–25 | 23–25 |       |       | 62–75 | Relatório |
| 28 nov | 19:00 | Itambé/Minas                | 3–0    | APAN/Roll-on                  | 25–16 | 25–23 | 25–16 |       |       | 75–55 | Relatório |
| 22 nov | 21:00 | Vedacit/Vôlei Guarulhos     | 0–3    | Sada Cruzeiro Vôlei           | 18–25 | 18–25 | 21–25 |       |       | 57–75 | Relatório |
| 29 nov | 19:30 | Montes Claros/América Vôlei | 0–3    | Joinville Vôlei               | 16–25 | 20–25 | 21–25 |       |       | 57–75 | Relatório |

#### 5ª rodada
| Data   | Hora  |                               | Placar |                             | Set 1 | Set 2 | Set 3 | Set 4 | Set 5 | Total   | Relatório |
| ------ | ----- | ----------------------------- | ------ | --------------------------- | ----- | ----- | ----- | ----- | ----- | ------- | --------- |
| 05 dez | 18:30 | Joinville Vôlei               | 0–3    | Vedacit/Vôlei Guarulhos     | 23–25 | 28–30 | 14–25 |       |       | 65–80   | Relatório |
| 06 dez | 21:00 | Azulim Gabarito/Monte Carmelo | 3–2    | Montes Claros/América Vôlei | 16–25 | 25–16 | 19–25 | 25–23 | 15–11 | 100–100 | Relatório |
| 20 dez | 21:00 | Sada Cruzeiro Vôlei           | 3–0    | Itambé/Minas                | 25–14 | 25–23 | 25–21 |       |       | 75–58   | Relatório |
| 06 dez | 18:30 | APAN/Roll-on                  | 0–3    | Sesi-Bauru                  | 23–25 | 22–25 | 19–25 |       |       | 64–75   | Relatório |
| 05 dez | 21:00 | Farma Conde/São José          | 3–1    | Vôlei Renata/Campinas       | 21–25 | 25–19 | 25–20 | 25–21 |       | 96–85   | Relatório |
| 04 dez | 19:00 | Suzano Vôlei                  | 0–3    | Araguari Vôlei              | 28–30 | 16–25 | 14–25 |       |       | 58–80   | Relatório |

#### 6ª rodada
| Data   | Hora  |                               | Placar |                         | Set 1 | Set 2 | Set 3 | Set 4 | Set 5 | Total | Relatório |
| ------ | ----- | ----------------------------- | ------ | ----------------------- | ----- | ----- | ----- | ----- | ----- | ----- | --------- |
| 12 dez | 18:30 | Vôlei Renata/Campinas         | 3–0    | APAN/Roll-on            | 25–18 | 25–22 | 25–17 |       |       | 75–57 | Relatório |
| 15 nov | 20:00 | Sada Cruzeiro Vôlei           | 3–0    | Sesi-Bauru              | 25–19 | 25–22 | 25–20 |       |       | 75–61 | Relatório |
| 11 dez | 18:30 | Araguari Vôlei                | 1–3    | Farma Conde/São José    | 16–25 | 25–21 | 17–25 | 20–25 |       | 78–96 | Relatório |
| 10 nov | 19:00 | Itambé/Minas                  | 3–0    | Joinville Vôlei         | 25–21 | 25–20 | 25–22 |       |       | 75–63 | Relatório |
| 11 dez | 19:00 | Azulim Gabarito/Monte Carmelo | 0–3    | Suzano Vôlei            | 23–25 | 20–25 | 16–25 |       |       | 59–75 | Relatório |
| 11 dez | 21:00 | Montes Claros/América Vôlei   | 0–3    | Vedacit/Vôlei Guarulhos | 21–25 | 27–29 | 19–25 |       |       | 67–79 | Relatório |

#### 7ª rodada
| Data   | Hora  |                               | Placar |                             | Set 1 | Set 2 | Set 3 | Set 4 | Set 5 | Total   | Relatório |
| ------ | ----- | ----------------------------- | ------ | --------------------------- | ----- | ----- | ----- | ----- | ----- | ------- | --------- |
| 17 dez | 11:00 | Azulim Gabarito/Monte Carmelo | 1–3    | Vedacit/Vôlei Guarulhos     | 21–25 | 28–26 | 23–25 | 25–27 |       | 97–103  | Relatório |
| 17 dez | 21:00 | Joinville Vôlei               | 3–1    | Sesi-Bauru                  | 30–32 | 25–15 | 25–23 | 31–29 |       | 111–99  | Relatório |
| 18 dez | 18:30 | Itambé/Minas                  | 3–0    | Montes Claros/América Vôlei | 25–18 | 25–23 | 25–19 |       |       | 75–60   | Relatório |
| 17 dez | 18:30 | Farma Conde/São José          | 3–1    | Suzano Vôlei                | 25–20 | 25–19 | 21–25 | 26–24 |       | 97–88   | Relatório |
| 19 dez | 18:30 | Araguari Vôlei                | 3–2    | APAN/Roll-on                | 17–25 | 25–20 | 22–25 | 25–19 | 15–13 | 104–102 | Relatório |
| 16 dez | 21:30 | Sada Cruzeiro Vôlei           | 3–0    | Vôlei Renata/Campinas       | 25–19 | 25–15 | 25–17 |       |       | 75–51   | Relatório |

#### 8ª rodada
| Data   | Hora  |                         | Placar |                               | Set 1 | Set 2 | Set 3 | Set 4 | Set 5 | Total   | Relatório |
| ------ | ----- | ----------------------- | ------ | ----------------------------- | ----- | ----- | ----- | ----- | ----- | ------- | --------- |
| 22 dez | 19:00 | Suzano Vôlei            | 2–3    | APAN/Roll-on                  | 25–16 | 25–19 | 24–26 | 19–25 | 12–15 | 105–101 | Relatório |
| 21 dez | 21:00 | Farma Conde/São José    | 3–1    | Azulim Gabarito/Monte Carmelo | 25–22 | 25–22 | 28–30 | 25–21 |       | 103–95  | Relatório |
| 22 dez | 20:00 | Sada Cruzeiro Vôlei     | 3–0    | Araguari Vôlei                | 25–21 | 25–21 | 25–20 |       |       | 75–62   | Relatório |
| 22 dez | 18:30 | Vôlei Renata/Campinas   | 2–3    | Joinville Vôlei               | 19–25 | 25–21 | 20–25 | 25–23 | 13–15 | 102–109 | Relatório |
| 23 dez | 11:00 | Sesi-Bauru              | 3–0    | Montes Claros/América Vôlei   | 25–13 | 25–19 | 25–20 |       |       | 75–52   | Relatório |
| 23 dez | 18:30 | Vedacit/Vôlei Guarulhos | 3–1    | Itambé/Minas                  | 22–25 | 25–22 | 27–25 | 25–17 |       | 99–89   | Relatório |

#### 9ª rodada
| Data   | Hora  |                             | Placar |                               | Set 1 | Set 2 | Set 3 | Set 4 | Set 5 | Total   | Relatório |
| ------ | ----- | --------------------------- | ------ | ----------------------------- | ----- | ----- | ----- | ----- | ----- | ------- | --------- |
| 07 jan | 16:00 | Itambé/Minas                | 3–0    | Azulim Gabarito/Monte Carmelo | 25–23 | 25–20 | 25–22 |       |       | 75–65   | Relatório |
| 08 jan | 18:30 | Vedacit/Vôlei Guarulhos     | 0–3    | Sesi-Bauru                    | 15–25 | 19–25 | 26–28 |       |       | 60–78   | Relatório |
| 08 jan | 21:00 | Montes Claros/América Vôlei | 2–3    | Vôlei Renata/Campinas         | 21–25 | 25–18 | 25–18 | 21–25 | 21–23 | 113–109 | Relatório |
| 06 jan | 19:00 | Joinville Vôlei             | 1–3    | Araguari Vôlei                | 25–18 | 23–25 | 18–25 | 21–25 |       | 87–93   | Relatório |
| 07 jan | 18:30 | Suzano Vôlei                | 2–3    | Sada Cruzeiro Vôlei           | 25–18 | 23–25 | 29–27 | 21–25 | 9–15  | 107–110 | Relatório |
| 05 jan | 19:00 | APAN/Roll-on                | 0–3    | Farma Conde/São José          | 24–26 | 17–25 | 18–25 |       |       | 59–76   | Relatório |

#### 10ª rodada
| Data   | Hora  |                       | Placar |                               | Set 1 | Set 2 | Set 3 | Set 4 | Set 5 | Total   | Relatório |
| ------ | ----- | --------------------- | ------ | ----------------------------- | ----- | ----- | ----- | ----- | ----- | ------- | --------- |
| 11 jan | 19:00 | Suzano Vôlei          | 3–1    | Joinville Vôlei               | 25–20 | 17–25 | 25–20 | 25–23 |       | 92–88   | Relatório |
| 11 jan | 18:30 | APAN/Roll-on          | 3–2    | Azulim Gabarito/Monte Carmelo | 25–18 | 17–25 | 31–33 | 26–24 | 15–13 | 114–113 | Relatório |
| 11 jan | 21:00 | Sada Cruzeiro Vôlei   | 2–3    | Farma Conde/São José          | 15–25 | 25–18 | 25–20 | 15–25 | 12–15 | 92–103  | Relatório |
| 12 jan | 18:30 | Vôlei Renata/Campinas | 1–3    | Vedacit/Vôlei Guarulhos       | 17–25 | 23–25 | 41–39 | 20–25 |       | 101–114 | Relatório |
| 13 jan | 14:00 | Araguari Vôlei        | 3–1    | Montes Claros/América Vôlei   | 25–18 | 22–25 | 25–22 | 25–21 |       | 97–86   | Relatório |
| 13 jan | 18:30 | Sesi-Bauru            | 3–1    | Itambé/Minas                  | 25–21 | 25–23 | 23–25 | 30–28 |       | 103–97  | Relatório |

#### 11ª rodada
| Data   | Hora  |                               | Placar |                       | Set 1 | Set 2 | Set 3 | Set 4 | Set 5 | Total   | Relatório |
| ------ | ----- | ----------------------------- | ------ | --------------------- | ----- | ----- | ----- | ----- | ----- | ------- | --------- |
| 16 jan | 19:30 | Azulim Gabarito/Monte Carmelo | 0–3    | Sesi-Bauru            | 24–26 | 19–25 | 21–25 |       |       | 64–76   | Relatório |
| 15 jan | 18:30 | Joinville Vôlei               | 2–3    | Farma Conde/São José  | 21–25 | 23–25 | 25–23 | 25–22 | 11–15 | 105–110 | Relatório |
| 16 jan | 21:00 | Itambé/Minas                  | 3–2    | Vôlei Renata/Campinas | 25–22 | 25–23 | 21–25 | 21–25 | 18–16 | 110–111 | Relatório |
| 15 jan | 21:00 | Sada Cruzeiro Vôlei           | 3–0    | APAN/Roll-on          | 25–18 | 25–22 | 25–12 |       |       | 75–52   | Relatório |
| 16 jan | 18:30 | Vedacit/Vôlei Guarulhos       | 3–0    | Araguari Vôlei        | 25–19 | 25–16 | 25–22 |       |       | 75–57   | Relatório |
| 16 jan | 19:30 | Montes Claros/América Vôlei   | 0–3    | Suzano Vôlei          | 22–25 | 20–25 | 20–25 |       |       | 62–75   | Relatório |

### Returno

#### 12ª rodada
| Data   | Hora  |                               | Placar |                       | Set 1 | Set 2 | Set 3 | Set 4 | Set 5 | Total   | Relatório |
| ------ | ----- | ----------------------------- | ------ | --------------------- | ----- | ----- | ----- | ----- | ----- | ------- | --------- |
| 20 jan | 16:00 | Montes Claros/América Vôlei   | 0–3    | Farma Conde/São José  | 21–25 | 25–22 | 21–25 | 16–25 |       | 83–97   | Relatório |
| 20 jan | 18:30 | Azulim Gabarito/Monte Carmelo | 1–3    | Sada Cruzeiro Vôlei   | 22–25 | 18–25 | 25–19 | 17–25 |       | 82–94   | Relatório |
| 20 jan | 19:00 | APAN/Roll-on                  | 0–3    | Joinville Vôlei       | 15–25 | 24–26 | 19–25 |       |       | 58–76   | Relatório |
| 21 jan | 16:00 | Itambé/Minas                  | 1–3    | Araguari Vôlei        | 21–25 | 25–16 | 35–37 | 24–26 |       | 105–104 | Relatório |
| 21 jan | 18:30 | Vedacit/Vôlei Guarulhos       | 3–2    | Suzano Vôlei          | 25–20 | 23–25 | 18–25 | 25–21 | 22–20 | 113–111 | Relatório |
| 21 jan | 21:00 | Sesi-Bauru                    | 3–0    | Vôlei Renata/Campinas | 32–30 | 25–17 | 25–23 |       |       | 82–70   | Relatório |

#### 13ª rodada
| Data   | Hora  |                       | Placar |                               | Set 1 | Set 2 | Set 3 | Set 4 | Set 5 | Total   | Relatório |
| ------ | ----- | --------------------- | ------ | ----------------------------- | ----- | ----- | ----- | ----- | ----- | ------- | --------- |
| 27 jan | 18:30 | Sada Cruzeiro Vôlei   | 3–0    | Joinville Vôlei               | 25–18 | 25–22 | 25–22 |       |       | 75–62   | Relatório |
| 29 jan | 18:30 | APAN/Roll-on          | 3–1    | Montes Claros/América Vôlei   | 23–25 | 25–17 | 25–16 | 25–21 |       | 98–79   | Relatório |
| 29 jan | 19:30 | Araguari Vôlei        | 3–2    | Sesi-Bauru                    | 25–23 | 29–27 | 23–25 | 21–25 | 15–10 | 113–110 | Relatório |
| 29 jan | 21:00 | Vôlei Renata/Campinas | 3–2    | Azulim Gabarito/Monte Carmelo | 25–21 | 24–26 | 24–26 | 25–16 | 15–10 | 113–99  | Relatório |
| 29 jan | 21:00 | Farma Conde/São José  | 1–3    | Vedacit/Vôlei Guarulhos       | 25–22 | 28–30 | 23–25 | 21–25 |       | 97–102  | Relatório |
| 31 jan | 18:30 | Suzano Vôlei          | 1–3    | Itambé/Minas                  | 29–31 | 25–19 | 25–27 | 22–25 |       | 101–102 | Relatório |

#### 14ª rodada
| Data   | Hora  |                             | Placar |                               | Set 1 | Set 2 | Set 3 | Set 4 | Set 5 | Total | Relatório |
| ------ | ----- | --------------------------- | ------ | ----------------------------- | ----- | ----- | ----- | ----- | ----- | ----- | --------- |
| 02 fev | 18:30 | Montes Claros/América Vôlei | 0–3    | Sada Cruzeiro Vôlei           | 21–25 | 19–25 | 16–25 |       |       | 56–75 | Relatório |
| 02 fev | 11:00 | Joinville Vôlei             | 3–0    | Azulim Gabarito/Monte Carmelo | 25–15 | 25–16 | 25–14 |       |       | 75–45 | Relatório |
| 03 fev | 21:00 | Vedacit/Vôlei Guarulhos     | 3–0    | APAN/Roll-on                  | 25–23 | 25–14 | 25–16 |       |       | 75–53 | Relatório |
| 04 fev | 16:00 | Sesi-Bauru                  | 3–0    | Suzano Vôlei                  | 25–20 | 25–21 | 25–12 |       |       | 75–53 | Relatório |
| 04 fev | 18:30 | Itambé/Minas                | 0–3    | Farma Conde/São José          | 23–25 | 17–25 | 20–25 |       |       | 60–75 | Relatório |
| 05 fev | 18:30 | Vôlei Renata/Campinas       | 3–1    | Araguari Vôlei                | 23–25 | 25–22 | 25–20 | 25–20 |       | 98–87 | Relatório |

#### 15ª rodada
| Data   | Hora  |                               | Placar |                             | Set 1 | Set 2 | Set 3 | Set 4 | Set 5 | Total | Relatório |
| ------ | ----- | ----------------------------- | ------ | --------------------------- | ----- | ----- | ----- | ----- | ----- | ----- | --------- |
| 08 fev | 18:30 | APAN/Roll-on                  | 3–0    | Itambé/Minas                | 25–22 | 28–26 | 25–23 |       |       | 78–71 | Relatório |
| 08 fev | 21:00 | Farma Conde/São José          | 1–3    | Sesi-Bauru                  | 16–25 | 23–25 | 25–22 | 16–25 |       | 80–97 | Relatório |
| 09 jan | 18:30 | Suzano Vôlei                  | 3–0    | Vôlei Renata/Campinas       | 27–25 | 25–23 | 26–24 |       |       | 78–72 | Relatório |
| 09 jan | 19:30 | Azulim Gabarito/Monte Carmelo | 1–3    | Araguari Vôlei              | 25–22 | 17–25 | 17–25 | 23–25 |       | 82–97 | Relatório |
| 09 fev | 21:00 | Sada Cruzeiro Vôlei           | 3–0    | Vedacit/Vôlei Guarulhos     | 25–18 | 25–21 | 25–21 |       |       | 75–60 | Relatório |
| 10 fev | 16:00 | Joinville Vôlei               | 3–0    | Montes Claros/América Vôlei | 26–24 | 25–23 | 25–22 |       |       | 76–69 | Relatório |

#### 16ª rodada
| Data   | Hora  |                             | Placar |                               | Set 1 | Set 2 | Set 3 | Set 4 | Set 5 | Total   | Relatório |
| ------ | ----- | --------------------------- | ------ | ----------------------------- | ----- | ----- | ----- | ----- | ----- | ------- | --------- |
| 19 fev | 18:30 | Vedacit/Vôlei Guarulhos     | 1–3    | Joinville Vôlei               | 21–25 | 25–20 | 18–25 | 21–25 |       | 85–95   | Relatório |
| 19 fev | 19:30 | Araguari Vôlei              | 3–1    | Suzano Vôlei                  | 22–25 | 25–19 | 25–23 | 29–27 |       | 101–94  | Relatório |
| 19 fev | 21:00 | Itambé/Minas                | 0–3    | Sada Cruzeiro Vôlei           | 23–25 | 21–25 | 21–25 |       |       | 65–75   | Relatório |
| 20 fev | 18:30 | Sesi-Bauru                  | 2–3    | APAN/Roll-on                  | 25–22 | 23–25 | 23–25 | 25–23 | 11–15 | 107–110 | Relatório |
| 20 fev | 21:00 | Vôlei Renata/Campinas       | 1–3    | Farma Conde/São José          | 25–21 | 21–25 | 24–26 | 16–25 |       | 86–97   | Relatório |
| 21 fev | 18:30 | Montes Claros/América Vôlei | 1–3    | Azulim Gabarito/Monte Carmelo | 25–23 | 19–25 | 23–25 | 22–25 |       | 89–98   | Relatório |

#### 17ª rodada
| Data   | Hora  |                         | Placar |                               | Set 1 | Set 2 | Set 3 | Set 4 | Set 5 | Total | Relatório |
| ------ | ----- | ----------------------- | ------ | ----------------------------- | ----- | ----- | ----- | ----- | ----- | ----- | --------- |
| 24 fev | 16:00 | Vedacit/Vôlei Guarulhos | 3–1    | Montes Claros/América Vôlei   | 25–19 | 25–22 | 23–25 | 25–21 |       | 98–87 | Relatório |
| 24 fev | 18:00 | Suzano Vôlei            | 2–3    | Azulim Gabarito/Monte Carmelo | 19–25 | 25–14 | 17–25 | 25–20 | 12–15 | 98–99 | Relatório |
| 24 fev | 18:30 | Joinville Vôlei         | 1–3    | Itambé/Minas                  | 25–18 | 23–25 | 18–25 | 21–25 |       | 87–93 | Relatório |
| 24 fev | 21:00 | Sesi-Bauru              | 0–3    | Sada Cruzeiro Vôlei           | 17–25 | 25–27 | 21–25 |       |       | 63–77 | Relatório |
| 25 fev | 18:30 | Farma Conde/São José    | 3–0    | Araguari Vôlei                | 25–11 | 25–17 | 25–21 |       |       | 75–49 | Relatório |
| 26 fev | 18:30 | APAN/Roll-on            | 1–3    | Vôlei Renata/Campinas         | 25–21 | 23–25 | 21–25 | 19–25 |       | 88–96 | Relatório |

#### 18ª rodada
| Data   | Hora  |                             | Placar |                               | Set 1 | Set 2 | Set 3 | Set 4 | Set 5 | Total   | Relatório |
| ------ | ----- | --------------------------- | ------ | ----------------------------- | ----- | ----- | ----- | ----- | ----- | ------- | --------- |
| 28 fev | 19:00 | Vedacit/Vôlei Guarulhos     | 3–0    | Azulim Gabarito/Monte Carmelo | 25–19 | 27–25 | 25–21 |       |       | 77–65   | Relatório |
| 29 fev | 21:00 | Sesi-Bauru                  | 0–3    | Joinville Vôlei               | 25–27 | 17–25 | 32–34 |       |       | 74–86   | Relatório |
| 01 mar | 18:30 | Suzano Vôlei                | 3–0    | Farma Conde/São José          | 25–23 | 27–25 | 25–18 |       |       | 77–66   | Relatório |
| 01 mar | 21:00 | Vôlei Renata/Campinas       | 0–3    | Sada Cruzeiro Vôlei           | 16–25 | 29–31 | 15–25 |       |       | 60–81   | Relatório |
| 02 mar | 16:00 | Montes Claros/América Vôlei | 1–3    | Itambé/Minas                  | 16–25 | 21–25 | 25–21 | 19–25 |       | 81–96   | Relatório |
| 02 mar | 19:30 | APAN/Roll-on                | 3–2    | Araguari Vôlei                | 25–20 | 21–25 | 20–25 | 25–23 | 15–13 | 106–106 | Relatório |

#### 19ª rodada
| Data   | Hora  |                               | Placar |                         | Set 1 | Set 2 | Set 3 | Set 4 | Set 5 | Total   | Relatório |
| ------ | ----- | ----------------------------- | ------ | ----------------------- | ----- | ----- | ----- | ----- | ----- | ------- | --------- |
| 04 mar | 18:30 | Joinville Vôlei               | 2–3    | Vôlei Renata/Campinas   | 25–18 | 25–20 | 22–25 | 20–25 | 19–21 | 111–109 | Relatório |
| 04 mar | 19:30 | Azulim Gabarito/Monte Carmelo | 0–3    | Farma Conde/São José    | 23–25 | 21–25 | 22–25 |       |       | 66–75   | Relatório |
| 05 mar | 18:30 | Araguari Vôlei                | 0–3    | Sada Cruzeiro Vôlei     | 20–25 | 16–25 | 19–25 |       |       | 55–75   | Relatório |
| 05 mar | 21:00 | Montes Claros/América Vôlei   | 0–3    | Sesi-Bauru              | 21–25 | 17–25 | 22–25 |       |       | 60–75   | Relatório |
| 06 mar | 18:30 | APAN/Roll-on                  | 3–1    | Suzano Vôlei            | 29–31 | 25–19 | 25–18 | 25–21 |       | 104–89  | Relatório |
| 06 mar | 21:00 | Itambé/Minas                  | 0–3    | Vedacit/Vôlei Guarulhos | 20–25 | 20–25 | 18–25 |       |       | 58–75   | Relatório |

#### 20ª rodada
| Data   | Hora  |                               | Placar |                             | Set 1 | Set 2 | Set 3 | Set 4 | Set 5 | Total  | Relatório |
| ------ | ----- | ----------------------------- | ------ | --------------------------- | ----- | ----- | ----- | ----- | ----- | ------ | --------- |
| 13 mar | 17:00 | Araguari Vôlei                | 3–0    | Joinville Vôlei             | 25–20 | 25–20 | 27–25 |       |       | 77–65  | Relatório |
| 14 mar | 18:30 | Farma Conde/São José          | 3–2    | APAN/Roll-on                | 20–25 | 20–25 | 25–14 | 25–15 | 15–09 | 105–88 | Relatório |
| 14 mar | 21:00 | Vôlei Renata/Campinas         | 3–0    | Montes Claros/América Vôlei | 25–21 | 25–23 | 25–19 |       |       | 75–63  | Relatório |
| 15 mar | 18:30 | Azulim Gabarito/Monte Carmelo | 1–3    | Itambé/Minas                | 25–22 | 23–25 | 25–27 | 18–25 |       | 91–99  | Relatório |
| 15 mar | 21:00 | Sada Cruzeiro Vôlei           | 3–2    | Suzano Vôlei                | 25–20 | 24–26 | 23–25 | 25–15 | 15–11 | 112–97 | Relatório |
| 16 mar | 16:00 | Sesi-Bauru                    | 3–1    | Vedacit/Vôlei Guarulhos     | 25–21 | 25–22 | 23–25 | 25–23 |       | 98–91  | Relatório |

#### 21ª rodada
| Data   | Hora  |                               | Placar |                       | Set 1 | Set 2 | Set 3 | Set 4 | Set 5 | Total  | Relatório |
| ------ | ----- | ----------------------------- | ------ | --------------------- | ----- | ----- | ----- | ----- | ----- | ------ | --------- |
| 20 mar | 18:30 | Montes Claros/América Vôlei   | 0–3    | Araguari Vôlei        | 19–25 | 16–25 | 20–25 |       |       | 55–75  | Relatório |
| 21 mar | 18:30 | Azulim Gabarito/Monte Carmelo | 3–1    | APAN/Roll-on          | 21–25 | 25–14 | 32–30 | 25–22 |       | 103–91 | Relatório |
| 21 mar | 19:00 | Joinville Vôlei               | 3–0    | Suzano Vôlei          | 25–23 | 25–13 | 25–21 |       |       | 75–57  | Relatório |
| 21 mar | 21:00 | Itambé/Minas                  | 0–3    | Sesi-Bauru            | 18–25 | 20–25 | 17–25 |       |       | 55–75  | Relatório |
| 22 mar | 18:30 | Vedacit/Vôlei Guarulhos       | 3–0    | Vôlei Renata/Campinas | 32–30 | 25–21 | 25–23 |       |       | 82–74  | Relatório |
| 22 mar | 21:00 | Farma Conde/São José          | 0–3    | Sada Cruzeiro Vôlei   | 19–25 | 29–31 | 23–25 |       |       | 71–81  | Relatório |

#### 22ª rodada
| Data   | Hora  |                       | Placar |                               | Set 1 | Set 2 | Set 3 | Set 4 | Set 5 | Total  | Relatório |
| ------ | ----- | --------------------- | ------ | ----------------------------- | ----- | ----- | ----- | ----- | ----- | ------ | --------- |
| 26 mar | 21:00 | Sesi-Bauru            | 3–0    | Azulim Gabarito/Monte Carmelo | 25–17 | 25–23 | 25–21 |       |       | 75–61  | Relatório |
| 26 mar | 21:00 | Vôlei Renata/Campinas | 2–3    | Itambé/Minas                  | 27–25 | 17–25 | 25–23 | 18–25 | 11–15 | 98–113 | Relatório |
| 26 mar | 21:00 | Araguari Vôlei        | 3–0    | Vedacit/Vôlei Guarulhos       | 25–21 | 25–22 | 25–19 |       |       | 75–62  | Relatório |
| 26 mar | 21:00 | Suzano Vôlei          | 3–1    | Montes Claros/América Vôlei   | 25–20 | 28–30 | 25–19 | 25–19 |       | 103–88 | Relatório |
| 26 mar | 21:00 | Farma Conde/São José  | 3–0    | Joinville Vôlei               | 25–23 | 25–16 | 25–12 |       |       | 75–51  | Relatório |
| 26 mar | 21:00 | APAN/Roll-on          | 0–3    | Sada Cruzeiro Vôlei           | 22–25 | 18–25 | 27–29 |       |       | 67–79  | Relatório |

## Playoffs
|  | Quartas de final          | Quartas de final          | Quartas de final          | Quartas de final          | Quartas de final          |   |                         | Semifinais            | Semifinais     | Semifinais     | Semifinais     | Semifinais     |  |  | Final       | Final                 | Final       | Final       | Final       | Final       | Final       |
|  | 31 de março – 10 de abril | 31 de março – 10 de abril | 31 de março – 10 de abril | 31 de março – 10 de abril | 31 de março – 10 de abril |   |                         | 13–22 de abril        | 13–22 de abril | 13–22 de abril | 13–22 de abril | 13–22 de abril |  |  | 28 de abril | 28 de abril           | 28 de abril | 28 de abril | 28 de abril | 28 de abril | 28 de abril |
|  |                           |                           |                           |                           |                           |   |                         |                       |                |                |                |                |  |  |             |                       |             |             |             |             |             |
|  | 1º                        | Sada Cruzeiro Vôlei       | 0                         | 3                         | 2                         |   |                         |                       |                |                |                |                |  |  |             |                       |             |             |             |             |             |
|  | 8º                        | Vôlei Renata/Campinas     | 3                         | 1                         | 3                         |   |                         |                       |                |                |                |                |  |  |             |                       |             |             |             |             |             |
|  | 8º                        | Vôlei Renata/Campinas     | 3                         | 1                         | 3                         |   | 8º                      | Vôlei Renata/Campinas | 3              | 3              | -              |                |  |  |             |                       |             |             |             |             |             |
|  |                           |                           |                           |                           |                           |   | 8º                      | Vôlei Renata/Campinas | 3              | 3              | -              |                |  |  |             |                       |             |             |             |             |             |
|  |                           | 4º                        | Vedacit/Vôlei Guarulhos   | 2                         | 0                         | - |                         |                       |                |                |                |                |  |  |             |                       |             |             |             |             |             |
|  | 4º                        | 4º                        | Vedacit/Vôlei Guarulhos   | 2                         | 0                         | - | Vedacit/Vôlei Guarulhos | 1                     | 3              | 3              |                |                |  |  |             |                       |             |             |             |             |             |
|  | 4º                        |                           |                           |                           |                           |   | Vedacit/Vôlei Guarulhos | 1                     | 3              | 3              |                |                |  |  |             |                       |             |             |             |             |             |
|  | 5º                        | Itambé/Minas              | 3                         | 1                         | 0                         |   |                         |                       |                |                |                |                |  |  |             |                       |             |             |             |             |             |
|  |                           |                           |                           |                           |                           |   |                         |                       |                |                |                |                |  |  | 8º          | Vôlei Renata/Campinas | 0           |             |             |             |             |
|  |                           |                           | 3º                        | Sesi-Bauru                | 3                         |   |                         |                       |                |                |                |                |  |  |             |                       |             |             |             |             |             |
|  | 2º                        | Farma Conde/São José      | 1                         | 3                         | 1                         |   |                         |                       |                |                |                |                |  |  |             |                       |             |             |             |             |             |
|  | 7º                        | Joinville Vôlei           | 3                         | 0                         | 3                         |   |                         |                       |                |                |                |                |  |  |             |                       |             |             |             |             |             |
|  | 7º                        | Joinville Vôlei           | 3                         | 0                         | 3                         |   | 7º                      | Joinville Vôlei       | 2              | 3              | 0              |                |  |  |             |                       |             |             |             |             |             |
|  |                           |                           |                           |                           |                           |   | 7º                      | Joinville Vôlei       | 2              | 3              | 0              |                |  |  |             |                       |             |             |             |             |             |
|  |                           | 3º                        | Sesi-Bauru                | 3                         | 2                         | 3 |                         |                       |                |                |                |                |  |  |             |                       |             |             |             |             |             |
|  | 3º                        | 3º                        | Sesi-Bauru                | 3                         | 2                         | 3 | Sesi-Bauru              | 2                     | 3              | 3              |                |                |  |  |             |                       |             |             |             |             |             |
|  | 3º                        |                           |                           |                           |                           |   | Sesi-Bauru              | 2                     | 3              | 3              |                |                |  |  |             |                       |             |             |             |             |             |
|  | 6º                        | Araguari Vôlei            | 3                         | 2                         | 1                         |   |                         |                       |                |                |                |                |  |  |             |                       |             |             |             |             |             |

### Quartas de final
| Data    | Hora    |                         | Placar  |                         | Set 1   | Set 2   | Set 3   | Set 4   | Set 5   | Total   | Relatório |
| 1º x 8º | 1º x 8º | 1º x 8º                 | 1º x 8º | 1º x 8º                 | 1º x 8º | 1º x 8º | 1º x 8º | 1º x 8º | 1º x 8º | 1º x 8º | 1º x 8º   |
| ------- | ------- | ----------------------- | ------- | ----------------------- | ------- | ------- | ------- | ------- | ------- | ------- | --------- |
| 31 mar  | 18:30   | Sada Cruzeiro Vôlei     | 0–3     | Vôlei Renata/Campinas   | 19–25   | 25–27   | 22–25   |         |         | 66–77   | Relatório |
| 4 abr   | 18:30   | Vôlei Renata/Campinas   | 1–3     | Sada Cruzeiro Vôlei     | 17–25   | 27–25   | 31–33   | 21–25   |         | 96–108  | Relatório |
| 9 abr   | 18:30   | Sada Cruzeiro Vôlei     | 2–3     | Vôlei Renata/Campinas   | 25–19   | 20–25   | 25–18   | 19–25   | 13–15   | 102–102 | Relatório |
| 2º x 7º |         |                         |         |                         |         |         |         |         |         |         |           |
| 1 abr   | 21:00   | Farma Conde/São José    | 1–3     | Joinville Vôlei         | 20–25   | 20–25   | 25–17   | 22–25   |         | 87–92   | Relatório |
| 5 abr   | 21:00   | Joinville Vôlei         | 0–3     | Farma Conde/São José    | 15–25   | 21–25   | 13–25   |         |         | 49–75   | Relatório |
| 10 abr  | 21:00   | Farma Conde/São José    | 1–3     | Joinville Vôlei         | 26–28   | 25–23   | 23–25   | 24–26   |         | 98–102  | Relatório |
| 3º x 6º |         |                         |         |                         |         |         |         |         |         |         |           |
| 1 abr   | 18:30   | Sesi-Bauru              | 2–3     | Araguari Vôlei          | 16–25   | 33–35   | 25–21   | 25–17   | 11–15   | 110–113 | Relatório |
| 5 abr   | 18:30   | Araguari Vôlei          | 2–3     | Sesi-Bauru              | 24–26   | 18–25   | 25–23   | 25–23   | 13–15   | 105–112 | Relatório |
| 10 abr  | 18:30   | Sesi-Bauru              | 3–1     | Araguari Vôlei          | 20–25   | 25–19   | 25–21   | 25–18   |         | 95–83   | Relatório |
| 4º x 5º |         |                         |         |                         |         |         |         |         |         |         |           |
| 31 mar  | 21:00   | Vedacit/Vôlei Guarulhos | 1–3     | Itambé/Minas            | 29–27   | 23–25   | 20–25   | 30–32   |         | 102–109 | Relatório |
| 4 abr   | 21:00   | Itambé/Minas            | 1–3     | Vedacit/Vôlei Guarulhos | 19–25   | 22–25   | 25–23   | 19–25   |         | 85–98   | Relatório |
| 9 abr   | 21:00   | Vedacit/Vôlei Guarulhos | 3–0     | Itambé/Minas            | 25–19   | 25–18   | 25–22   |         |         | 75–59   | Relatório |

### Semifinais
| Data    | Hora    |                         | Placar  |                         | Set 1   | Set 2   | Set 3   | Set 4   | Set 5   | Total   | Relatório |
| 4º x 8º | 4º x 8º | 4º x 8º                 | 4º x 8º | 4º x 8º                 | 4º x 8º | 4º x 8º | 4º x 8º | 4º x 8º | 4º x 8º | 4º x 8º | 4º x 8º   |
| ------- | ------- | ----------------------- | ------- | ----------------------- | ------- | ------- | ------- | ------- | ------- | ------- | --------- |
| 13 abr  | 21:00   | Vedacit/Vôlei Guarulhos | 2–3     | Vôlei Renata/Campinas   | 22–25   | 25–23   | 25–17   | 17–25   | 10–15   | 99–105  | Relatório |
| 18 abr  | 21:30   | Vôlei Renata/Campinas   | 3–0     | Vedacit/Vôlei Guarulhos | 25–21   | 25–22   | 32–30   |         |         | 82–73   | Relatório |
| 3º x 7º |         |                         |         |                         |         |         |         |         |         |         |           |
| 13 abr  | 18:00   | Sesi-Bauru              | 3–2     | Joinville Vôlei         | 25–23   | 21–25   | 33–35   | 25–22   | 15–13   | 119–118 | Relatório |
| 18 abr  | 18:30   | Joinville Vôlei         | 3–2     | Sesi-Bauru              | 19–25   | 25–21   | 16–25   | 25–22   | 21–19   | 106–112 | Relatório |
| 22 abr  | 18:30   | Sesi-Bauru              | 3–0     | Joinville Vôlei         | 25–17   | 25–20   | 25–20   |         |         | 75–57   | Relatório |

### Final
- Local: Ginásio Geraldo Magalhães, Recife

| Data   | Hora  |                       | Placar |            | Set 1 | Set 2 | Set 3 | Set 4 | Set 5 | Total | Relatório |
| ------ | ----- | --------------------- | ------ | ---------- | ----- | ----- | ----- | ----- | ----- | ----- | --------- |
| 28 abr | 10:00 | Vôlei Renata/Campinas | 0–3    | Sesi-Bauru | 16–25 | 23–25 | 20–25 |       |       | 59–75 | Relatório |

## Classificação final
| Posição           | Equipe                        | Classificação/rebaixamento      |
| ----------------- | ----------------------------- | ------------------------------- |
| Medalha de ouro   | Sesi-Bauru                    | Sul-Americano de Clubes de 2025 |
| Medalha de prata  | Vôlei Renata/Campinas         | Superliga Série A de 2024–25    |
| Medalha de bronze | Vedacit/Vôlei Guarulhos       | Superliga Série A de 2024–25    |
| 4                 | Joinville Vôlei               | Superliga Série A de 2024–25    |
| 5                 | Sada Cruzeiro Vôlei           | Superliga Série A de 2024–25    |
| 6                 | Farma Conde/São José          | Superliga Série A de 2024–25    |
| 7                 | Itambé/Minas                  | Superliga Série A de 2024–25    |
| 8                 | Araguari Vôlei                | Superliga Série A de 2024–25    |
| 9                 | Suzano Vôlei                  | Superliga Série A de 2024–25    |
| 10                | APAN/Roll-on                  | Superliga Série A de 2024–25    |
| 11                | Azulim Gabarito/Monte Carmelo | Superliga Série B de 2025       |
| 12                | Montes Claros/América Vôlei   | Superliga Série B de 2025       |

| Superliga Série A de 2023–24    |
| ------------------------------- |
| Sesi-Bauru Campeão (2.º título) |

| Elenco |
| --- |
| Mateus Bender, Tiago Wesz, Victor Marcelo, Robert dos Anjos, Thiery Nascimento, Maycon Leitte, Thiago Veloso, Guilherme Emina, Vinícius Souza, Douglas Pureza, Éder Carbonera, Darlan Souza, Lukas Bergmann, Newton Fernandes |
| Técnico |
| Anderson Rodrigues |

### Seleção da Superliga
Os atletas e técnico que se destacaram individualmente foram:
| Posição            | Jogador            | Equipe                |
| ------------------ | ------------------ | --------------------- |
| MVP                | Darlan Souza       | Sesi-Bauru            |
| Melhor oposto      | Darlan Souza       | Sesi-Bauru            |
| 1º melhor ponteiro | Adriano Xavier     | Vôlei Renata/Campinas |
| 2º melhor ponteiro | Lukas Bergmann     | Sesi-Bauru            |
| 1º melhor central  | Juninho            | Vôlei Renata/Campinas |
| 2º melhor central  | Judson Amabel      | Suzano Vôlei          |
| Melhor levantador  | Thiago Veloso      | Sesi-Bauru            |
| Melhor líbero      | Douglas Pureza     | Sesi-Bauru            |
| Atleta revelação   | Lukas Bergmann     | Sesi-Bauru            |
| Melhor técnico     | Anderson Rodrigues | Sesi-Bauru            |

## Estatísticas
| Rank | Jogador            | Clube                 | Pontos |
| ---- | ------------------ | --------------------- | ------ |
| 1    | Darlan Souza       | Sesi-Bauru            | 626    |
| 2    | Bruno Lima         | Vôlei Renata/Campinas | 475    |
| 3    | Felipe Roque       | Farma Conde/São José  | 454    |
| 4    | Adriano Cavalcante | Vôlei Renata/Campinas | 431    |
| 5    | Yadrián Escobar    | Araguari Vôlei        | 398    |

| Rank | Jogador        | Clube                | Pontos |
| ---- | -------------- | -------------------- | ------ |
| 1    | Michel Saraiva | Joinville Vôlei      | 70     |
| 2    | Lucas Barreto  | Farma Conde/São José | 66     |
| 3    | Judson Amabel  | Suzano Vôlei         | 62     |
| 4    | Álvaro Barbosa | Araguari Vôlei       | 53     |
| 5    | Wennder Lopes  | APAN/Roll-on         | 49     |

### Melhor sacador
- Atualizado até 28 de abril de 2024

| Rank | Jogador           | Clube                   | Pontos |
| ---- | ----------------- | ----------------------- | ------ |
| 1    | Darlan Souza      | Sesi-Bauru              | 55     |
| 2    | Henrique Honorato | Joinville Vôlei         | 37     |
| 3    | Miguel Castro     | Sada Cruzeiro Vôlei     | 34     |
| 4    | Felipe Roque      | Farma Conde/São José    | 28     |
| 5    | Gabriel Bertolini | Vedacit/Vôlei Guarulhos | 26     |

Pontos marcados no saque ace. Fonte: CBV